# Финляндия на летних Олимпийских играх 1928
На Летних Олимпийских играх 1928 года Финляндию представлял 69 спортсмен (67 мужчин и 2 женщины), выступивших в 11 видах спорта. Они завоевали 8 золотых, 8 серебряных и 9 бронзовых медалей, что вывело финскую сборную на 3-е место в неофициальном командном зачёте.

## Медалисты
| Медаль  | Спортсмен         | Вид спорта      | Дисциплина                                   |
| ------- | ----------------- | --------------- | -------------------------------------------- |
| Золото  | Пааво Нурми       | Лёгкая атлетика | Мужчины, 10 км                               |
| Золото  | Вилле Ритола      | Лёгкая атлетика | Мужчины, 5 км                                |
| Золото  | Харри Ларва       | Лёгкая атлетика | Мужчины, 1500 м                              |
| Золото  | Тойво Лоукола     | Лёгкая атлетика | Мужчины, 3000 м с препятствиями              |
| Золото  | Пааво Юрьёля      | Лёгкая атлетика | Мужчины, десятиборье                         |
| Золото  | Каарло Мякинен    | Борьба          | Мужчины, вольная борьба, до 56 кг            |
| Золото  | Арво Хаависто     | Борьба          | Мужчины, вольная борьба, до 72 кг            |
| Золото  | Вяйнё Коккинен    | Борьба          | Мужчины, греко-римская борьба, до 75 кг      |
| Серебро | Вилле Ритола      | Лёгкая атлетика | Мужчины, 10 км                               |
| Серебро | Пааво Нурми       | Лёгкая атлетика | Мужчины, 5 км                                |
| Серебро | Пааво Нурми       | Лёгкая атлетика | Мужчины, 3000 м с препятствиями              |
| Серебро | Акиллес Ярвинен   | Лёгкая атлетика | Мужчины, десятиборье                         |
| Серебро | Антеро Киви       | Лёгкая атлетика | Мужчины, метание диска                       |
| Серебро | Кустаа Пихлаямяки | Борьба          | Мужчины, вольная борьба, до 61 кг            |
| Серебро | Аукусти Сихвола   | Борьба          | Мужчины, вольная борьба, свыше 87 кг         |
| Серебро | Ялмар Нюстрём     | Борьба          | Мужчины, греко-римская борьба, свыше 82,5 кг |
| Бронза  | Эйно Пурье        | Лёгкая атлетика | Мужчины, 1500 м                              |
| Бронза  | Ове Андерсен      | Лёгкая атлетика | Мужчины, 3000 м с препятствиями              |
| Бронза  | Мартти Марттелин  | Лёгкая атлетика | Мужчины, марафон                             |
| Бронза  | Вильхо Туулос     | Лёгкая атлетика | Мужчины, тройной прыжок                      |
| Бронза  | Хейкки Саволайнен | Гимнастика      | Мужчины, упражнения на коне                  |
| Бронза  | Бертил Броман     | Парусный спорт  | Класс «Монотип 12 футов»                     |
| Бронза  | Эйно Лейно        | Борьба          | Мужчины, вольная борьба, до 66 кг            |
| Бронза  | Эдвард Вестерлунд | Борьба          | Мужчины, греко-римская борьба, до 67,5 кг    |
| Бронза  | Онни Пеллинен     | Борьба          | Мужчины, греко-римская борьба, до 82,5 кг    |